# فلر
باتريك لوزنسكي (بالألمانية: Fler)‏ (ولد في 3 أبريل 1982)، يعرف فنيا باسم فلر، مغني راب من برلين عاصمة ألمانيا. يطلق عليه كذلك اسم فرانك وايت (فرانك الأبيض)

## سيرته الذاتية
ترعرع فلر في غرب برلين، من دون أن يعرف والده. يذكر بأنه كانت له مشاكل في المدرسة، ليس بسبب مستواه الدراسي لكن بسبب سلوكاته، ففي سن 15 تم إدخاله لمستشفى الطب النفسي للعلاج من نوبات الذعر التي كانت تصيبه.

## وصلات خارجية
- فلر على موقع IMDb (الإنجليزية)
- فلر على موقع ميوزك برينز (الإنجليزية)
- فلر على موقع أول ميوزيك (الإنجليزية)
- فلر على موقع ديسكوغز (الإنجليزية)
- فلر على موقع ديسكوغز (الإنجليزية)
- فلر على موقع ديسكوغز (الإنجليزية)
- فلر على موقع قاعدة بيانات الفيلم (الإنجليزية)
- فلر على موقع كينوبويسك (الروسية)

موقع فلر الرسمي